# 廣瀨川原站
廣瀨川原站（日语：／ Hirosegawara eki */?）是位於埼玉縣熊谷市，秩父鐵道的秩父本線貨運車站。

## 概要
原本開設此貨運車站的目的是於荒川中開採礫石並裝載至貨運列車上。後來由於資源狀況使貨運車站曾經開關數次。在1968年（昭和43年）位於熊谷的車廠遷移至現地。以後此貨運車站只用作甲種車輛運送和機車專用放沙專用。在場地內設有廣瀨川原車廠的建築物。在秩父鐵道時間圖中設載了此站，不載客列車和試行列車會在此站到發。此站沒有站名牌，每年一度舉行「WakuWaku鐵道節」之際，會設置了「廣瀨川原」的站名牌（站名牌的款式與秩父鐵道各站的站名牌相同）。

## 歷史
- 1922年（大正11年）5月15日：車站啟用[1][注釋 1]。
- 1934年（昭和9年）4月20日：車站廢止。
- 1943年（昭和18年）9月2日：車站重啟。
- 1945年（昭和20年）5月28日：車站再次廢止[注釋 1]。
- 1945年（昭和20年）10月13日：車站再次重啟[注釋 1]。
- 1968年（昭和43年）11月12日：車廠遷移至此處。

## 其他
- 在舉行「WakuWaku鐵道節」之際，設有臨時列車於此站到發。在2018年前，設有從此站至秩父本線各站的車票，以及此站的入場券。在2019年起，從此站改為在從廣瀨野鳥之森站或大麻生站到發。
- 在2007年的「WakuWaku鐵道節」，設有前往此站的SL列車（為了紀念Paleo Express（日语：パレオエクスプレス）20周年）。
- 在站內放置了已退役的車輛，當中包括變為零件車（日语：部品取り）（參見廣瀨川原車廠（日语：広瀬川原車両基地））。
- 在舉行「WakuWaku鐵道節」之際，除了乘坐臨時駛入此站的列車外，沒有其他公共交通工具前往此站。秩父鐵道推介從廣瀨野鳥之森站步行至此站（15分鐘）。另外，若使用巴士前往，可於熊谷市社區巴士熊谷市YuYu巴士（日语：ゆうゆうバス (熊谷市)）櫻花號「大麻生小學」巴士站下行步行8分鐘前往。

## 相鄰車站
秩父鐵道
秩父本線
廣瀨野鳥之森－（貨）廣瀨川原－大麻生

## 注腳
1. 1 2  「地方鉄道停車場設置」『官報』1922年6月9日（國立國會圖書館數碼化收藏）提出在5月15日開業。